# Lone Star Meteor
Pour les articles homonymes, voir Lone Star et Meteor.
Le Lone Star Meteor est un bateau runabout de plaisance du constructeur américain Lone Star Boat Manufacturers, fabriqué dans les années 1956 à une 100e d'exemplaires. 

## Historique
Ce bateau runabout de plaisance est conçu en 1956 par Lone Star Boat Manufacturers, de Grand Prairie près de Dallas au Texas, pour General Motors. 

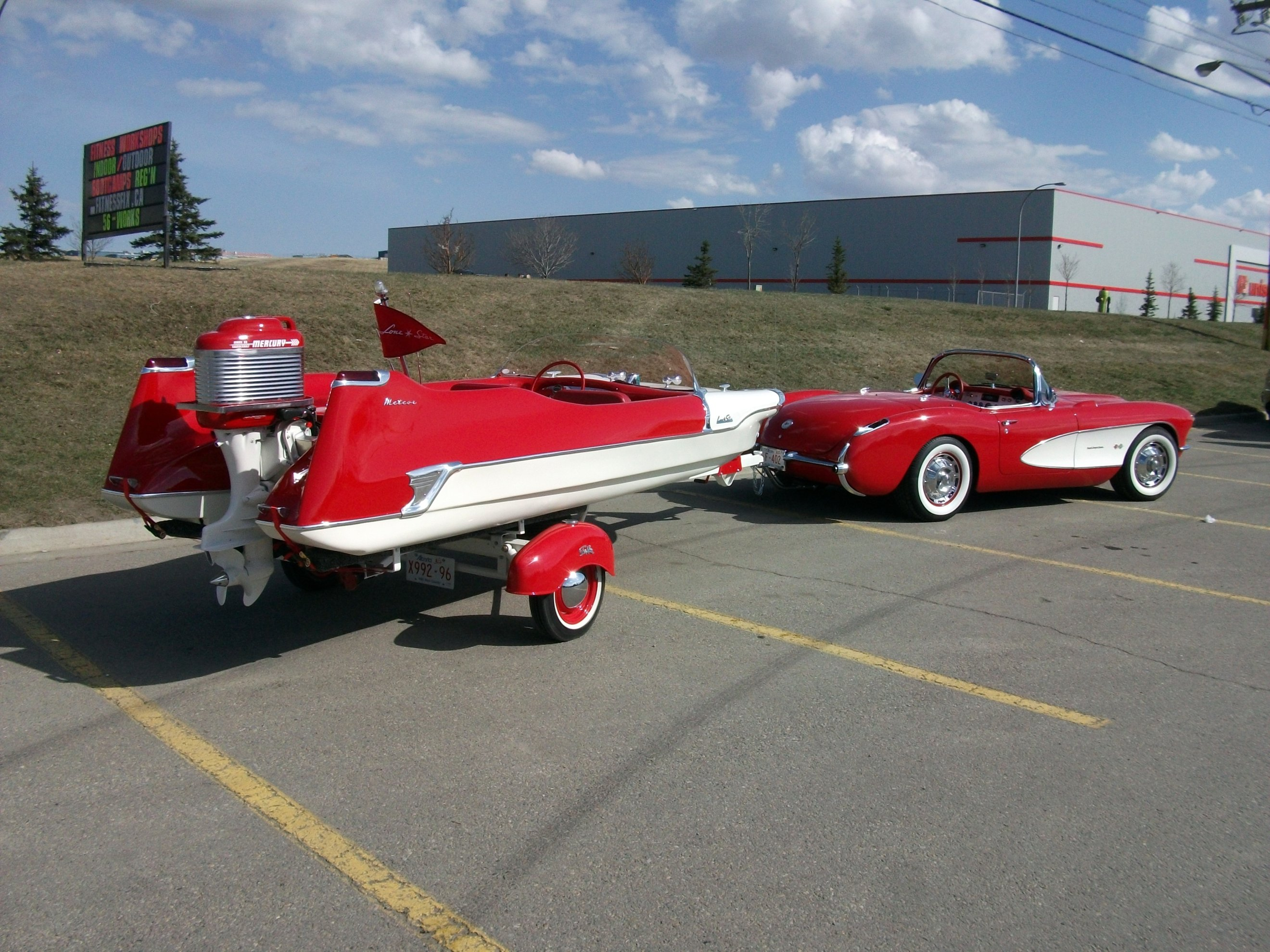
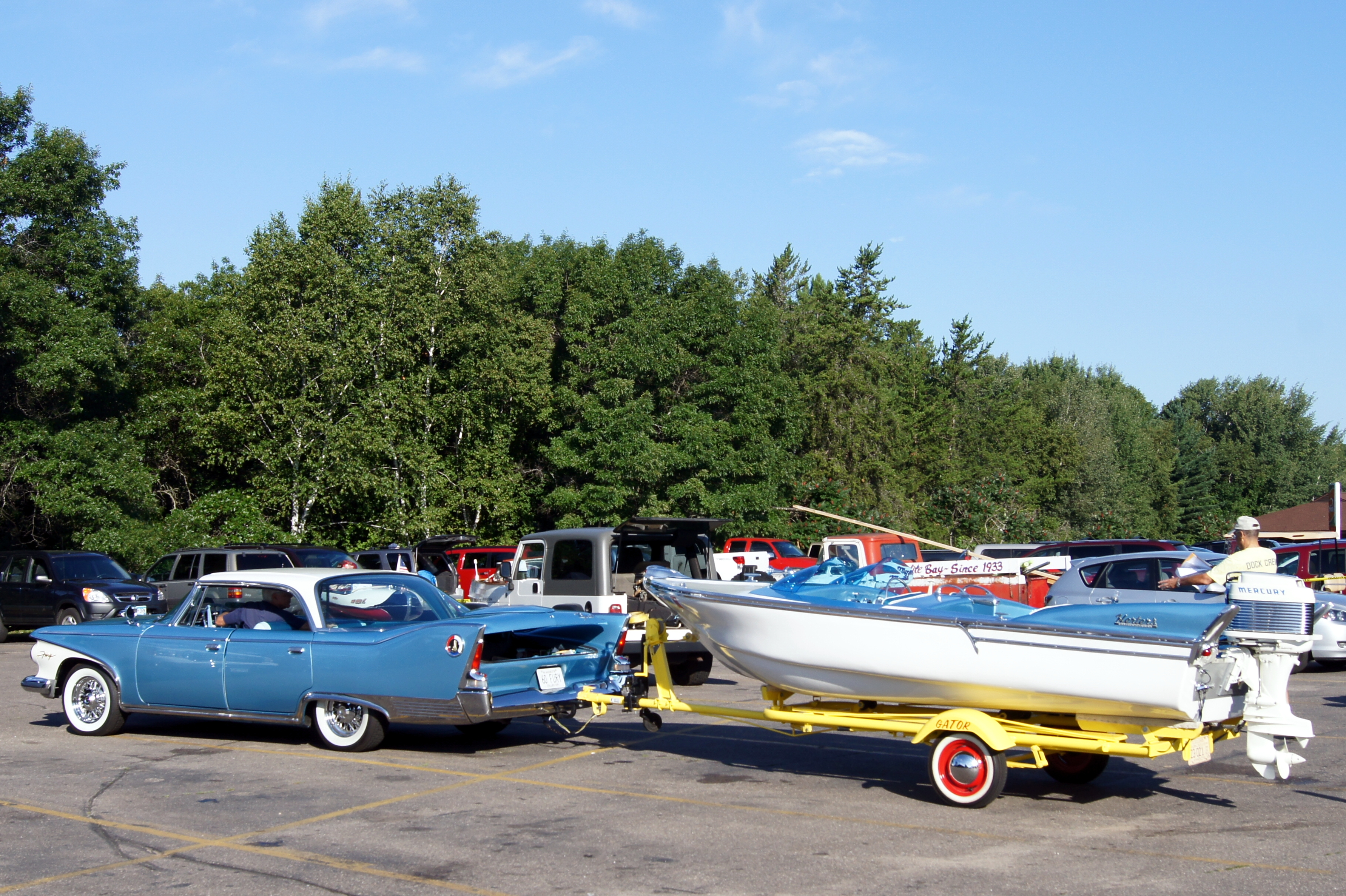
Variante : Herter's Flying Fish et Plymouth Fury de 1957.

Le designer américain Bob Hammond (fondateur au même temps de la marque de bateau Glastron en 1956) conçoit ce modèle futuriste (pour l'époque) en fibre de verre, avec un design Streamline Moderne vintage inspiré de celui des voitures américaines de l'ère du jet des années 1950, très en vogue de l'époque, et des modèles du General Motors Motorama,, avec des phares, ailerons, chromes, et peinture métallisée bicolore,... 
Il est propulsé à l'origine par un moteur hors-bord Mercury Marine Thunderbolt de 40 ch, pour une vitesse d'environ 55 km/h.